# Mormon Island
Mormon Island is een voormalige mijnstad in de Amerikaanse staat Californië, waar tijdens de Californische goldrush een overvloed aan Mormoonse immigranten op zoek was naar goud in de American River. Na een verwoestende stadsbrand in 1856 werd de stad niet meer herbouwd. Mormon Island bevindt zich in Sacramento County op de bodem van het stuwmeer Folsom Lake, dat de plaats in 1955 overspoelde.

## Geschiedenis
Begin maart 1848 vertrokken W. Sidney, S. Willis en Wilford Hudson, leden van het Mormoonse bataljon, vanuit Sutter's Fort om op herten te jagen. Toen ze stopten aan de zuidzijde van de American River vonden zij goud. Toen ze bij terugkeer hiervan melding maakten, stroomden naar schatting 150 mormonen en andere mijnwerkers naar de plek, die hierdoor de naam Mormon Island kreeg. Dit was de eerste grote goudvondst in Californië na de ontdekking van James W. Marshall in Coloma.
Mormon Island groeide tot een stad van ongeveer 2.500 inwoners in 1853, met onder andere vier hotels, drie textielwinkels, vijf warenhuizen, een Wells, Fargo & Co-expreskantoor en veel kleine winkels. Een grote brand op 23 juni 1856 verwoestte een groot deel van de stad. Hierna werd Mormon Lake niet meer herbouwd. De bevolking nam af na de Californische goldrush en in de jaren 1940 waren er nog maar een paar gezinnen over.
Wat overbleef van Mormon Island werd uiteindelijk in 1955 met de grond gelijk gemaakt, omdat de stad na de aanleg van de Folsom Dam overspoeld zou worden door het Folsom Lake. Het enige zichtbare overblijfsel van deze gemeenschap is Mormon Island Cemetery, een begraafplaats ten zuiden van het meer, aan de droge kant van Mormon Island Dam (bij Green Valley Road in Folsom). De begraafplaats bevat ook overblijfselen die zijn opgegraven van andere begraafplaatsen die werden overspoeld door de aanleg van Folsom Lake, evenals verplaatste graven uit het nabijgelegen Prairie City, die werden opgegraven tijdens de aanleg van een oprit naar U.S. Route 50 vanaf Prairie City Road.
Mormon Island is nu geregistreerd als California Historical Landmark #569.

## Geografie
Het eiland werd gevormd door de snelstromende, ruige American River aan de west-, noord- en oostkant en een kanaal aan de zuidkant, dat vermoedelijk door de eerste Mormoonse goudzoekers aangelegd is. Het kanaal moest water wegleiden van de hoofdstroom, om de bedding beter toegankelijk te maken voor de goudzoekers. Na verloop van tijd vormde het grootste deel van de stad zich ten zuiden van deze locatie.
Als het water in het meer laag staat, zijn enkele funderingen van gebouwen en een boogbrug te zien. Enkele uithoeken van de plaats kwamen eind 2013 en begin 2014 bloot te liggen toen Folsom Lake op een laagterecord stond als gevolg van de Noord-Amerikaanse droogte van 2012–14, maar het grootste deel van de stad blijft onder water.